# Sporting Club Bastiais
O Sporting Club Bastiais, comumente abreviado como SCB ou S.C. Bastia, é uma agremiação esportiva francesa fundada em 1905 e sediada em Bastia, na ilha de Córsega. Atualmente disputa a Ligue 2.
A equipe adquiriu o estatuto profissional em 1965, e se notabiliza principalmente por ter chegado, em 1978, à final da Taça UEFA (atual Liga Europa da UEFA). Disputaria a Ligue 2 na temporada 2017–18, porém jogou o Championnat National 3, a quinta divisão francesa, em decorrência de problemas financeiros. Em 2018–19, conquistou o acesso ao Championnat National 2, o quarto nível do futebol francês, e na temporada seguinte, o terceiro acesso consecutivo, desta vez para o Championnat National (terceira divisão).

## História

### O início e a estreia na primeira divisão
Fundado em 1905, o Sporting Club de Bastia foi ativo por mais de cinquenta anos em âmbito regional, participando da Divisão de Honra da Córsega e da Copa da Córsega. Foi a partir dos anos 1950 que a equipe, graças ao interesse do presidente Victor Lorenzi iniciou a escalada em direção ao futebol profissional, culminada em 1965 com a promoção à Ligue 2, a segunda divisão. No fim da temporada 1968–69, após três campeonatos concluídos abaixo da linha de acesso, o Bastia venceu o certame ganhando, assim, o acesso à máxima divisão do futebol francês.
Na sua estreia na primeira divisão, o Bastia, com uma equipe composta quase completamente por jogadores corsos, alcança a sexta posição. Após duas temporadas, nas quais o time se posicionou na parte baixa da classificação, na temporada 1969–70 o time se classificou na penúltima posição evitando o rebaixamento aos play-offs), no início da temporada 1971-1972 foi chamado Pierre Cahuzac para dirigir o time. No seu primo ano, conduziu a equipe à qualificação para a Recopa, obtida através da final da Copa da França perdida contra o Olympique de Marselha, campeão francês.

### A estreia na Europa e a final da Taça UEFA
| - Boumedienne Abderrahmane (1957–1961) - François Fassone (1961–1963) - Gyula Nagy (1963–1964) - André Strappe (1964–1965) - Gyula Nagy (1965–1966) - Lucien Jasseron (1966–1969) - Rachid Mekhloufi (1969) - Edmond Delfour / Rachid Mekhloufi (1969–1970) - Edmond Delfour (1970) - Gyula Nagy (1970) - Jean Vincent (1970–1971) - Pierre Cahuzac (1971–1979) - Jean-Pierre Destrumelle (1979–1980) - Antoine Redin (1980–1985) - Alain Moizan (1985-1986) - Roland Gransart (1986–1991) - René Exbrayat (1991–1992) - Léonce Lavagne (1992–1994) - Frédéric Antonetti (1994–1998) - Henryk Kasperczak (1998) - Laurent Fournier (1998–1999) - José Pasqualetti (1999) - Frédéric Antonetti (1999–2001) - Robert Nouzaret (2001–2002) - Gérard Gili (2002–2004) - François Ciccolini (2004–2005) - Michel Padovani / Henri Durand (2005) - Bernard Casoni (2005–2009) - Philippe Anziani (2009) - Michel Padovani (2009) - Faruk Hadžibegić (2009–2010) - Frédéric Hantz (2010–2014) - Claude Makélélé (2014) - Ghislain Printant (2014–2016) - François Ciccolini (2016–2017) - Rui Almeida (2017) - Réginald Ray (2017) - Stéphane Rossi (2017–2019) - Frédéric Née (2019) - Mathieu Chabert (2019–2021) - Cyril Jeunechamp / Frédéric Zago (2021) - Régis Brouard (2021–2024) - Michel Moretti (2024–) |

No ano sucessivo a equipe, na sua estréia em um certame europeu, foi eliminada na primeira fase da Recopa pelo Atlético de Madrid, mas conseguiu vencer o seu primeiro troféu oficial ganhando a Supercopa da França contra o Olympique de Marseille. Nas três temporadas seguintes, o Bastia disputou outras temporadas concluídas na metade da tabela até à temporada 1976–77, na qual a equipe, graças a um ataque muito prolífico. 82 gols assinalados por Dragan Džajić e François Félix). O time conseguiu o terceiro lugar, qualificando-se para a Taça UEFA (atual Liga Europa).
Na temporada seguinte a equipe, com Johnny Rep em substituição a Džajić, alcançou o quinto lugar no campeonato, enquanto na Taça UEFA, após ter eliminado pela ordem Sporting, Newcastle, Torino, Carl Zeiss Jena e Grasshoppers, o time chegou à final contra o PSV Eindhoven. O Bastia foi batido no jogo de volta em Eindhoven por 3 a 0, após empate em 0 a 0 na partida de ida em Furiani. A derrota na final da Taça UEFA significou para a equipe o início de um lento declínio das apresentações. Já no ano sucessivo a equipe, apresentando uma formação substancialmente similar àquela da temporada anterior, se classificou na décima-quarta posição. O Bastia na temporada 1980–81, dirigido por Antoine Redin, venceu a Copa da França ao bater o Saint-Étienne, que tinha sido campeão francês.

### O declínio e a tragédia de Furiani
A conquista do troféu nacional não evitou o declínio das apresentações da equipe que, mesmo dispondo de atletas renomados como
Roger Milla, Alberto Tarantini, Józef Młynarczyk e Pascal Olmeta, continuou a disputar campeonatos abaixo da metade da tábua de classificação, até cair com larga antecedência na temporada 1985-1986. Nos anos sucessivos, o Bastia, que tornara à Ligue 2, após dezoito anos de militância na máxima série, não conseguiu centralizar o objetivo da imediata promoção, classificando-se sempre em posições abaixo da zona de acesso.
Na temporada 1991–92, dirigido por René Exbrayat, o Bastia se habilitou na quarta posição, mas não conseguiu chegar às semifinais da Copa da França contra o Olympique, então campeão francês. Todavia, no dia do encontro, que teria ocorrido a 5 de maio de 1992, em Furiani, despencou uma tribuna provisória do estádio causando a morte de dezessete pessoas e o ferimento de duas mil. Esse fato, conhecido como a Tragédia de Furiani, determinou a anulação da edição da copa nacional.

### O retorno à primeira divisão e à Europa
O Bastia voltou à máxima série no final da temporada 1993–94, se classificando na terceira posição. Após duas temporadas concluídas no décimo-quinto lugar, a equipe, sob a direção de Fréderic Antonetti, chegou à sétima posição, se qualificando para a Copa Intertoto, à qual venceu, batendo na final, na prorrogação, os suecos do Halmstads.
A vitória na Copa Intertoto permitiu, consequentemente, à equipe de se qualificar para a edição 1997-1998 da Taça UEFA, na qual foi eliminada pelo Steaua Bucareste. Durante a temporada 1997–98, na primeira divisão, o Bastia conseguiu se classificar mais uma vez à Copa Intertoto, da qual acabou eliminado nas semifinais pelo FK Vojvodina.

### Os anos 2000 e o novo declínio
Nas temporadas sucessivas após a experiência europeia, o Bastia acusou pela segunda vez uma lenta flexão nos resultados novamente obtendo posições abaixo da metade da classificação. A única exceção ocorreu na final da Copa da França, na temporada 2001-2002, à qual perdeu para o Lorient. Até que na temporada 2004–05, o time caiu para a Ligue 2. Também na segunda divisão o declínio continuou, pois a equipe se apresentou por duas temporadas consecutivas, 2007–08 e 2008–09 na décima-primeira posição.
Em 2009–10 ficou em último lugar na Ligue 2, caindo para o Campeonato Nacional, a terceira divisão. Em 2010–11, reconquistou logo o acesso à segunda divisão, obtendo o primeiro lugar na terceira com 91 pontos. Na temporada seguinte, o clube voltou a disputar a primeira divisão francesa, encerrando o campeonato em 12º lugar, com 43 pontos. O Bastia permaneceu no bloco intermediário da classificação até a temporada 2016-17, quando ficou na lanterna da Ligue 1 e caiu para a Ligue 2, fazendo com que perdesse o status de equipe profissional. No primeiro dia de agosto, o Bastia alterou seu nome para Sporting Club Bastiais.
Em 10 de agosto, a DNCG (Direction Nationale du Contrôle de Gestion), que verifica a situação financeira dos clubes da França, decidiu inicialmente rebaixar o Bastia automaticamente para o Championnat National 3, em decorrência dos problemas financeiros. Na semana seguinte, foi relegado ao National 3 (quinta divisão, de nível amador), no grupo da Provença-Alpes-Costa Azul-Córsega, ficando na segunda posição, apenas 2 pontos atrás do promovido Endoume.

## Elenco atual
10 de fevereiro de 2024.

## Dados e estatísticas
| Artilheiros | Artilheiros       | Artilheiros |      | Mais partidas disputadas | Mais partidas disputadas | Mais partidas disputadas |
| Rank        | Jogador           | Gols        | Rank | Jogador                  | Jogos                    |                          |
| ----------- | ----------------- | ----------- | ---- | ------------------------ | ------------------------ | ------------------------ |
| 1           | Claude Papi       | 134         | 1    | Charles Orlanducci       | 507                      |                          |
| 2           | Pierre-Yves André | 102         | 2    | Claude Papi              | 478                      |                          |
| 3           | François Félix    | 78          | 3    | Paul Marchioni           | 332                      |                          |
| 4           | Marc-Kanyan Case  | 58          | 4    | Pierre-Yves André        | 330                      |                          |
| 5           | Jacques Zimako    | 57          | 5    | Yannick Cahuzac          | 330                      |                          |
| 6           | Anto Drobnjak     | 55          | 6    | Jean-Louis Cazes         | 327                      |                          |
| 7           | Frédéric Née      | 54          | 7    | Morlaye Soumah           | 327                      |                          |
| 8           | Benjamin Santelli | 51          | 8    | Georges Franceschetti    | 266                      |                          |
| 9           | Roger Milla       | 50          | 9    | Simei Ihily              | 255                      |                          |
| 10          | Louis Marcialis   | 48          | 10   | André Burkhard           | 250                      |                          |

## Cronologia

### Classificações
| Época | I | II | III | IV | V | Pts    | J  | V  | E  | D  | GM | GS | +/- |
| 2010-2011 |   |    | .   |    |   | .      | .  | .  | .  | .  | .  | .  | .   |
| 2009-2010 |   |    | 4   |    |   | 63 pts | 38 | 19 | 6  | 13 | 48 | 36 | +12 |
| 2008-2009 |   |    | 9   |    |   | 49 pts | 38 | 9  | 22 | 7  | 37 | 28 | +9  |
| 2007-2008 |   |    | 7   |    |   | 51 pts | 38 | 12 | 15 | 11 | 47 | 35 | +12 |
| 2006-2007 |   | 18 |     |    |   | 40 pts | 38 | 9  | 13 | 16 | 33 | 50 | -17 |
| 2005-2006 |   | 8  |     |    |   | 54 pts | 38 | 13 | 15 | 10 | 46 | 33 | +13 |
| 2004-2005 |   | 15 |     |    |   | 46 pts | 38 | 11 | 13 | 14 | 42 | 38 | +4  |
| 2003-2004 |   | 12 |     |    |   | 45 pts | 38 | 10 | 15 | 13 | 41 | 47 | -6  |
| 2002-2003 |   | 17 |     |    |   | 42 pts | 38 | 8  | 18 | 12 | 39 | 42 | -3  |
| I - 1.ª Divisão; II - 2.ª Divisão; III - 3.ª Divisão; IV - 4.ª Divisão; V - 5.ª Divisão; Pts - Pontos; J - Jogos; V - Vitórias; E - Empates; D - Derrotas; GM - Golos Marcados; GS - Golos Sofridos; +/- - Diferença de Golos; TF - Taça da França |   |    |     |    |   |        |    |    |    |    |    |    |     |

|  |                                    |
|  | Qualificação à divisão superior    |
|  | Desqualificação à divisão inferior |

## Títulos

### Nacionais
- Supercopa da França: 1972;
- Copa da França: 1980-1981;
- Ligue 2: 1967-1968 e 2011-2012;
- Campeonato Nacional (Terceira Divisão): 2010-11, 2020-21;

### Internacionais
- Copa Intertoto: 1997;

### Regionais
- Divisão de Honra Corsa: 21

1921-1922, 1926-1927, 1927-1928, 1928-1929, 1929-1930, 1930-1931, 1931-1932, 1934-1935, 1935-1936, 1941-1942, 1942-1943, 1945-1946, 1946-1947, 1948-1949, 1958-1959, 1961-1962, 1962-1963, 1966-1967, 1967-1968, 1969-1970, 1970-1971;
- Copa da Córsega: 20

1927-1928, 1928-1929, 1929-1930, 1930-1931, 1931-1932, 1935-1936, 1942-1943, 1945-1946, 1950-1951, 1953-1954, 1957-1958, 1958-1959, 1959-1960, 1961-1962, 1963-1964, 1964-1965, 1965-1966, 1967-1968, 1969-1970, 2006-2007;

### Categorias de base
- Campeonato francês Sub-15: 1

2001-2002;

### Outras apresentações
- Finalista da Copa da França: 1971-1972, 2001-2002;
- Finalista da Taça UEFA: 1977-1978;
- Semifinalista da Copa Intertoto: 1999;